# Cúp FA Hàn Quốc 2005
Cúp FA Hàn Quốc 2005, hay Cúp FA Hana Bank vì lý do tài trợ, là mùa giải thứ 10 của Cúp FA Hàn Quốc.

## Kết quả

### Vòng Chung kết

#### Vòng 32 đội
| Busan I'Park     | 1 – 2 | Ulsan Hyundai Mipo Dolphin      |
| ---------------- | ----- | ------------------------------- |
| Ko Chang-Hyun 68 |       | 18 Jun Sang-Dae 74 Park Hee-Wan |

| Daejeon Citizen                    | 3 – 1 | Đại học Daegu |
| ---------------------------------- | ----- | ------------- |
| Leandro Costa Miranda 88, 105, 120 |       | ?             |

| Pohang Steelers                   | 2 – 1 | Đại học Honam    |
| --------------------------------- | ----- | ---------------- |
| Park Won-Jae 30 Hwang Jin-Sung 52 |       | 73 Kim Dong-Chan |

| Gwangju Sangmu                                                  | 6 – 1 | Đại học Konkuk       |
| --------------------------------------------------------------- | ----- | -------------------- |
| Kim Young-chul 16, 22 Yoon Bo-Young 28, 38, 72 Park Joo-Sung 47 |       | 81(PK) Seo Dong-Hyun |

| Daegu FC         | 1 – 0 | Đại học Hongik |
| ---------------- | ----- | -------------- |
| Ha Sung-Ryong 24 |       |                |

| Daejeon Korea Hydro & Nuclear Power | 1 – 0 | Changwon City |
| ----------------------------------- | ----- | ------------- |
| Kim Jung-Hyun 29(PK)                |       |               |

| Ulsan Hyundai Horangi                     | 3 – 1 | Đại học Hannam  |
| ----------------------------------------- | ----- | --------------- |
| Lee Jin-Ho 2, 84 Jorge Luis Barbieri 90+2 |       | 51 Lee Sang-Min |

| Chunnam Dragons | Đi tiếp | Seosan Citizen FC |
| --------------- | ------- | ----------------- |
|                 |         |                   |

| Đại học Hàn Quốc | 0 – 2 | Jeonbuk Hyundai Motors               |
| ---------------- | ----- | ------------------------------------ |
|                  |       | 10 Raphael Jose Botti 10 Neto Baiano |

| FC Seoul                        | 2 – 1 | Gimpo Hallelujah    |
| ------------------------------- | ----- | ------------------- |
| Kim Eun-Jung 16 Han Dong-Won 80 |       | 90+1 Song Dong-Joon |

| Đại học Chungang               | 2 – 3 | Seongnam Ilhwa Chunma                          |
| ------------------------------ | ----- | ---------------------------------------------- |
| Choi Kil-Ho 21 Lee Chi-Joon 59 |       | 24 Do Jae-Jun 54 Kim Tae-Yoon 87 Sin Dong-Geun |

| Suwon Samsung Bluewings | 1 – 1 | Suwon City     |
| ----------------------- | ----- | -------------- |
| Kim Dae-Eui 89          |       | 65 Kim Han-Won |

| Đại học Ajou                     | 2 – 3 | Incheon United                                        |
| -------------------------------- | ----- | ----------------------------------------------------- |
| Cho Yong-Ki 12 Choi Young-Nam 66 |       | 22 Lee Jun-Yong 28 Kim Chi-Woo 80(PK) Dženan Radončić |

| Goyang KB Kookmin Bank                                       | 4 – 0 | Bongshin Club |
| ------------------------------------------------------------ | ----- | ------------- |
| Go Min-Gi 49 Kim Yoon-Dong 56 Choi Bae-Sik 84 Don Ji-Duck 86 |       |               |

| Uijeongbu Hummel | 1 – 2 | Incheon Korea National Railroad |
| ---------------- | ----- | ------------------------------- |
| Lee Kil-Yong 36  |       | 86, 106 Kim Eun-Chul            |

| Bucheon SK                                                                    | 3 – 0 | Gangneung City |
| ----------------------------------------------------------------------------- | ----- | -------------- |
| Hong Ju-Wan 95(PK) Agostinho Petronilo De Oliveira Filho 102 Kim Dae-Hyun 113 |       |                |

#### Vòng 16 đội
| Pohang Steelers | 0 – 0 | Gwangju Sangmu |
| --------------- | ----- | -------------- |
|                 |       |                |

| Daegu FC                                                             | 4 – 1 | Daejeon Korea Hydro & Nuclear Power |
| -------------------------------------------------------------------- | ----- | ----------------------------------- |
| Song Jeong-Woo 13 Thiago Gentil 62 Song Jung-Hyun 69 Jin Soon-Jin 77 |       | 27 Kim Hong-Ki                      |

| Ulsan Hyundai Horangi | 1 – 2 | Chunnam Dragons                     |
| --------------------- | ----- | ----------------------------------- |
| 16 Yoo Kyoung-Youl    |       | Shin Byung-Ho 80 Noh Byung-Joon 108 |

| Jeonbuk Hyundai Motors                | 2 – 1 | FC Seoul        |
| ------------------------------------- | ----- | --------------- |
| Jung Jong-Kwan 59 Milton Rodriguez 87 |       | 63 Jung Jo-Gook |

| Seongnam Ilhwa Chunma | 1 – 3 | Suwon Samsung Bluewings      |
| --------------------- | ----- | ---------------------------- |
| Woo Sung-Yong 64      |       | 29 Cho Jae-Min 49, 90 Itamar |

| Incheon United | 1 – 2 | Goyang KB Kookmin Bank        |
| -------------- | ----- | ----------------------------- |
| Seo Ki-Bok 70  |       | 8 Don Ji-Duck 71 Lee Do-Kweon |

| Incheon Korea National Railroad                          | 4 – 2 | Bucheon SK                       |
| -------------------------------------------------------- | ----- | -------------------------------- |
| Hwang Sang-Pil 37, 73 Kim Eun-Chul 50 Jung Suk-Keun 90+3 |       | 45+1 Kim Ki-Hyung 89 Hong Ju-Wan |

| Ulsan Hyundai Mipo Dockyard | 1 – 1 | Daejeon Citizen                    |
| --------------------------- | ----- | ---------------------------------- |
|                             |       | 30 Lim Young-Ju 32(OG) Choi Ku-Ruk |

#### Tứ kết
| Ulsan Hyundai Mipo Dolphin | 0 – 0 | Pohang Steelers |
| -------------------------- | ----- | --------------- |
|                            |       |                 |

| Daegu FC       | 1 – 2 | Chunnam Dragons     |
| -------------- | ----- | ------------------- |
| Oh Jang-Eun 23 |       | 27, 59 Adrian Neaga |

| Jeonbuk Hyundai Motors                 | 3 – 3 | Suwon Samsung Bluewings       |
| -------------------------------------- | ----- | ----------------------------- |
| Milton Rodriguez 51, 99 Cho Jin-Soo 62 |       | 45+1, 94 Kim Nam-Il 89 Itamar |

| Goyang KB Kookmin Bank | 1 – 2 | Incheon Korea National Railroad     |
| ---------------------- | ----- | ----------------------------------- |
| Kim Ki-Jong 63         |       | 14 Lee Jong-Mook 90+1 Jung Hyun-Kyu |

#### Bán kết
| Ulsan Hyundai Mipo Dolphin                        | 3 – 1 | Chunnam Dragons   |
| ------------------------------------------------- | ----- | ----------------- |
| Lee Jae-Chun 40 Kim Young-Ki 49 Jung Min-Moo 90+3 |       | 62 Noh Byung-Joon |

| Jeonbuk Hyundai Motors                        | 3 – 1 | Incheon Korea National Railroad |
| --------------------------------------------- | ----- | ------------------------------- |
| Milton Rodriguez 16, 89 Raphael Jose Botti 45 |       | 68 Jung Hyun-Kyu                |

#### Chung kết
| Ulsan Hyundai Mipo Dolphin | 0 – 1 | Jeonbuk Hyundai Motors |
| -------------------------- | ----- | ---------------------- |
|                            |       | 13 Milton Rodriguez    |

| Cúp FA Hàn Quốc Đội vô địch 2005       |
| -------------------------------------- |
| Jeonbuk Hyundai Motors Danh hiệu thứ 3 |

## Giải thưởng
- Cầu thủ xuất sắc nhất giải đấu: Milton Rodriguez (Jeonbuk Hyundai Motors)
- Vua phá lưới: Milton Rodriguez (6 bàn) (Jeonbuk Hyundai Motors)